# Trenton (Texas)
Trenton is een plaats (city) in de Amerikaanse staat Texas, en valt bestuurlijk gezien onder Fannin County.

## Demografie
Bij de volkstelling in 2000 werd het aantal inwoners vastgesteld op 662.
In 2006 is het aantal inwoners door het United States Census Bureau geschat op 722, een stijging van 60 (9,1%).

## Geografie
Volgens het United States Census Bureau beslaat de plaats een oppervlakte van
4,1 km², geheel bestaande uit land. Trenton ligt op ongeveer 232 m boven zeeniveau.

## Plaatsen in de nabije omgeving
De onderstaande figuur toont nabijgelegen plaatsen in een straal van 20 km rond Trenton.